# Shardlake
Shardlake è una miniserie televisiva britannica diretta da Justin Chadwick e scritta da Stephen Butchard. Basata sulla serie di romanzi gialli storici di Shardlake scritti da C. J. Sansom e ambientatati nel XVI secolo durante il regno di Enrico VIII, vede come protagonisti Arthur Hughes, Anthony Boyle e Sean Bean. La miniserie ha debuttato il 1º maggio 2024 su Disney+.

## Trama
Inghilterra, 1536. L'avvocato Matthew Shardlake viene inviato da Thomas Cromwell a indagare sulla morte di un questore nel monastero della remota cittadina di Scarnsea.

## Puntate
| nº | Titolo originale | Titolo italiano | Pubblicazione  |
| -- | ---------------- | --------------- | -------------- |
| 1  | Episode 1        | Episodio 1      | 1º maggio 2024 |
| 2  | Episode 2        | Episodio 2      | 1º maggio 2024 |
| 3  | Episode 3        | Episodio 3      | 1º maggio 2024 |
| 4  | Episode 4        | Episodio 4      | 1º maggio 2024 |

## Personaggi e interpreti

### Principali
- Matthew Shardlake, interpretato da Arthur Hughes, doppiato da Davide Perino.
Stimato avvocato incaricato da Thomas Cromwell di indagare sulla morte di mastro Singleton nel monastero di San Donato a Scarnsea.
- Jack Barak, interpretato da Anthony Boyle, doppiato da Manuel Meli.
Commissario regio e assistente di Matthew nell'indagine.
- Thomas Cromwell, interpretato da Sean Bean, doppiato da Massimo Corvo.
Primo ministro di re Enrico VIII.
- Alice, interpretata da Ruby Ashbourne Serkis, doppiata da Giulia Franceschetti.
Assistente di fratello Guy e interesse amoroso di Jack.
- Simon Whelplay, interpretato da Joe Barber, doppiato da Niccolò Guidi.
Impacciato novizio.
- Fratello Gabriel, interpretato da Miles Barrow, doppiato da Mattia Nissolino.
Sacrista e maestro del coro.
- Abate Fabian, interpretato da Babou Ceesay, doppiato da Stefano Crescentini.
Abate del monastero di San Donato.
- Duca di Norfolk, interpretato da Peter Firth, doppiato da Stefano Mondini.
Politico di fede cattolica e nemico di Cromwell.
- Fratello Jerome, interpretato da Paul Kaye, doppiato da Stefano Benassi.
Frate certosino e cugino della regina Jane Seymour tormentato dal suo passato.
- Bugge, interpretato da Mike Noble, doppiato da Emiliano Ragno.
Guardiano dei cancelli del monastero.
- Fratello Edwig, interpretato da David Pearse, doppiato da Francesco Meoni.
Economo del monastero.
- Fratello Guy, interpretato da Irfan Shamji, doppiato da Fabrizio De Flaviis.
Monaco infermiere originario di Malaga che ha rinvenuto il corpo di mastro Singleton.
- Dott. Goodhap, interpretato da Matthew Steer, doppiato da Franco Mannella.
Avvocato canonico.
- Fratello Mortimus, interpretato da Brian Vernel, doppiato da Stefano Sperduti.
Priore e braccio destro dell'abate Fabian.

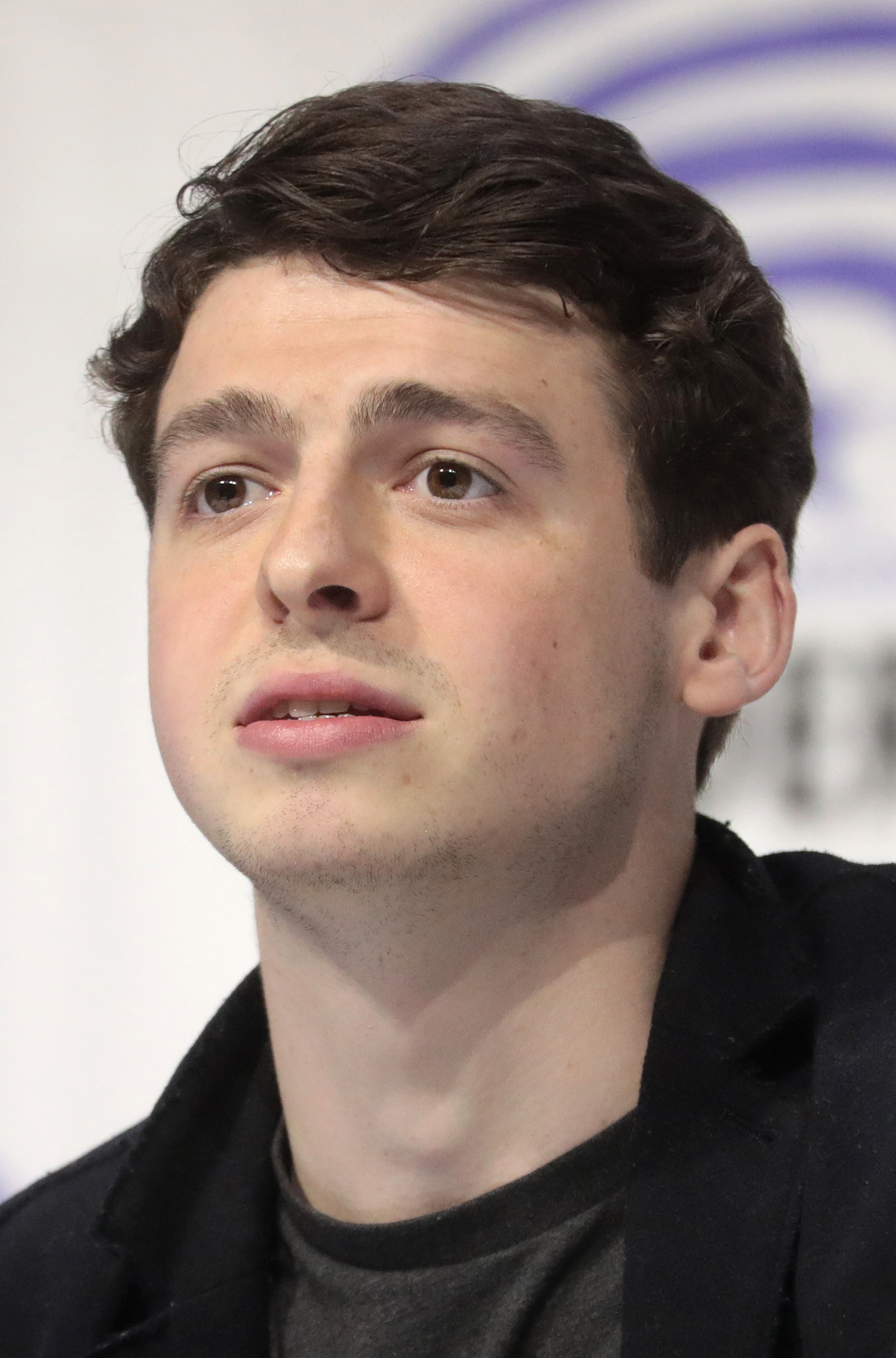
Anthony Boyle
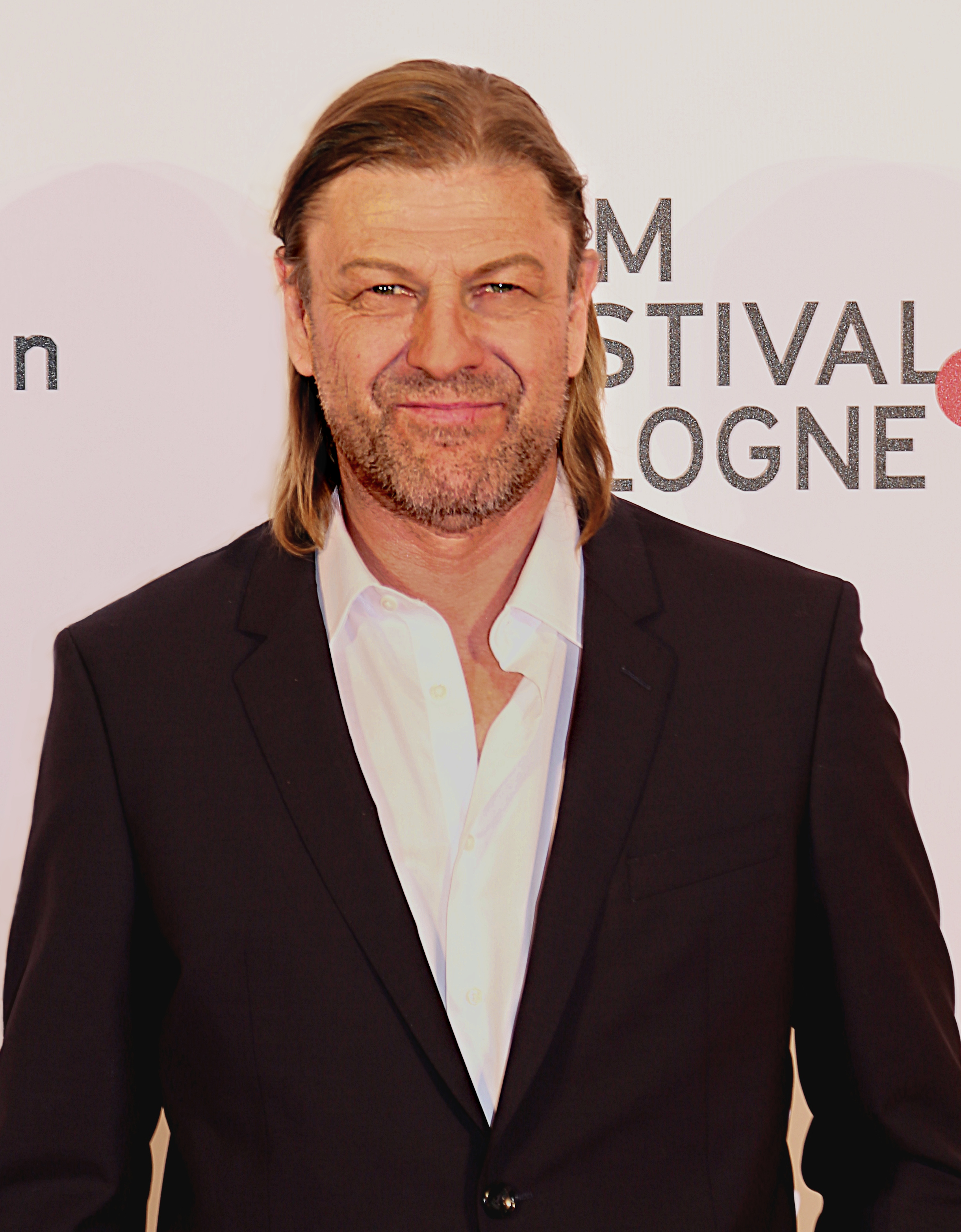
Sean Bean
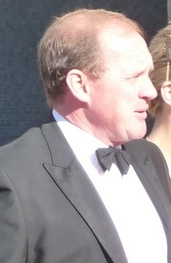
Peter Firth
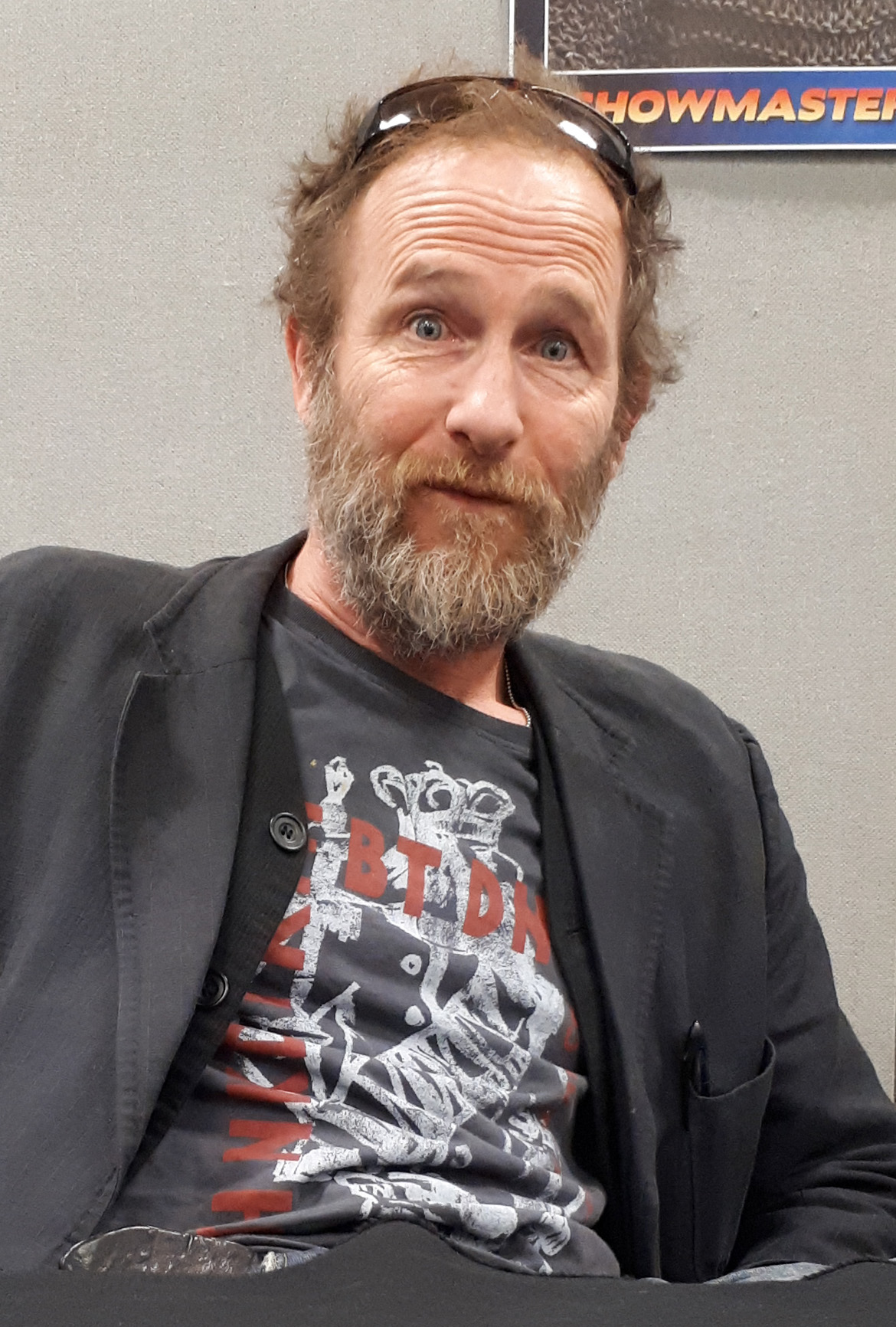
Paul Kaye

### Ricorrenti
- Joan, interpretata da Kimberley Nixon.
Governante di Matthew.
- Copynger, interpretato da Tadhg Murphy, doppiato da Francesco De Francesco.
Giudice incaricato da Matthew di redigere i documenti per la dissoluzione del monastero.
- Crowe, interpretato da Alex Bhat, doppiato da Emanuele Ruzza.
Accolito di Norfolk.

### Guest
- Copper, interpretato da Roderick Hill, doppiato da Stefano Thermes.
Proprietario della nave sulla quale viaggia Matthew per tornare a Londra.
- Oldknoll, interpretato da Miltos Yerolemou, doppiato da Roberto Stocchi.
Armiere di Londra al quale si rivolge Matthew per fargli esaminare lo spadone ritrovato.

## Produzione

### Sviluppo
L'autore C.J. Sansom ha concesso i diritti del suo primo romanzo di Matthew Shardlake, L'enigma del gallo nero, al produttore Stevie Lee nel 2003. Lee aveva inizialmente pianificato di girare un film con Kenneth Branagh. Nel 2007 la BBC ha opzionato i romanzi, con Branagh ancora impegnato. Tuttavia, ha dato la priorità alla produzione di Wolf Hall di Hilary Mantel e Branagh ha spostato l'attenzione su Wallander. Successive discussioni con ITV non si sono concretizzate in una realizzazione.
Nel gennaio 2023 è stato annunciato che Disney+ aveva approvato un adattamento della serie di romanzi di Shardlake prodotti da The Forge, parte di Banijay. La miniserie, composta da quattro puntate, vede Justin Chadwick come regista e Stephen Butchard come sceneggiatore. John Griffin è il produttore con George Ormond, Mark Pybus, Stevie Lee e Lee Mason come produttori esecutivi.

### Casting
Nel marzo 2023 Arthur Hughes è stato confermato nel ruolo del protagonista, Shardlake mentre Sean Bean in quello di Thomas Cromwell. Nel febbraio 2024 Babou Ceesay, Paul Kaye, Ruby Ashbourne Serkis, Peter Firth, Matthew Steer, Brian Vernel e Kimberley Nixon sono stati annunciati nel cast.

### Riprese
La lavorazione è iniziata nel marzo 2023 in Austria, Ungheria e Romania. Le scene nel monastero sono state girate al castello dei Corvino, in Transilvania e Burg Kreuzenstein, vicino Vienna.

## Distribuzione
La miniserie è stata interamente distribuita sulla piattaforma streaming Disney+ il 1º maggio 2024.

### Edizione italiana
La direzione del doppiaggio è a cura di Gabriele Patriarca, su dialoghi di Sara Musacchio, per conto di Iyuno.

## Accoglienza

### Critica
La miniserie ha ricevuto recensioni generalmente positive dalla critica. Rotten Tomatoes riporta il 77% delle recensioni professionali positive basato su 22 critiche. Il consenso critico del sito web indica: «Ben recitata anche se un po' poco convincente nella sua verosimiglianza, il ritmo veloce di Shardlake gli impedisce di sentirsi come in una noiosa lezione privata sugli intrighi dei Tudor.» Metacritic, invece, ha assegnato un punteggio di 70 su 100 basato su 13 recensioni, indicando "recensioni generalmente favorevoli".
Anita Singh del The Daily Telegraph l'ha definita «una proposta solida e intelligente» e che Hughes «infonde Shardlake con un senso di onestà e decoro senza renderlo troppo buonista.» Joel Golby nel The Guardian ha affermato che «Hughes è eccezionale» e che la sua «dinamica Holmes-Watson con lo sleale Jack Barak di Boyle è molto divertente.» Vicky Jessop del Evening Standard l'ha descritta come: «un'opera televisiva ben rappresentata e d'atmosfera magnifica.»